# Arnica
Arnica este un gen de plante din familia Asteraceae, ordinul Asterales. Este o plantă înaltă de 40-60 cm, crește pe un sol acid la o altidudine de 800-2400 m. În România se găsește în Munții Apuseni.

## Utilizare
Poate fi utilizată contra contuziilor, entorselor, durerilor musculare și articulare, accelerează resorbția hematoamelor. Se folosește sub formă de tinctură, de unguient, de ulei, de gel, de decoct, de cataplasmă.

## Specii
- Arnica acaulis (Walter) Britton, Sterns & Poggenb.
- Arnica alpina (L.) Olin
- Arnica angustifolia Vahl
- Arnica cernua Howell
- Arnica chamissonis Less.
- Arnica cordifolia Hook.
- Arnica dealbata (A. Gray) B.G. Baldw.
- Arnica discoidea Benth.
- Arnica fulgens Pursh
- Arnica gracilis Rydb.
- Arnica griscomii Fernald
- Arnica lanceolata Nutt.
- Arnica latifolia Bong.
- Arnica lessingii Greene
- Arnica lonchophylla Greene
- Arnica longifolia D.C. Eaton
- Arnica louiseana Farr
- Arnica mollis Hook.
- Arnica montana L.
- Arnica nevadensis A. Gray
- Arnica ovata Greene
- Arnica parryi A. Gray
- Arnica rydbergii Greene
- Arnica sororia Greene
- Arnica spathulata Greene
- Arnica unalaschcensis Less.
- Arnica venosa H.M. Hall
- Arnica viscosa A. Gray